# Masacre de Tapuna
La masacre de Tapuna fue el asesinato de 8 pobladores perpetrado por el Partido Comunista del Perú-Sendero Luminoso (PCP-SL) en la localidad ayacuchana de Tapuna.

## Acontecimientos
El 5 de octubre de 1990 un grupo de senderistas llegó a la localidad de Tapuna, Ayacucho. El senderista a cargo de la incursión sacó una lista de la cual llamó a 8 pobladores que días antes se habían unido al Comité de Defensa Civil (CDC). Al identificarlos, les amarraron las manos y los pies tendiéndolos luego en la carretera. Cerca de las 5 de la mañana apareció un camión conducido por Saturnino Pareja que se dirigía a San Francisco con mercadería. Al ver a las personas sobre la carretera, Pareja detuvo el camión, pero un senderista se le acercó con una metralleta y le dijo: "Pasa sobre ellos mierda y márchate si quieres vivir". Al ver la negativa de Pareja, el senderista le disparó a lo cual el chofer del camión tuvo que acceder a poner en marcha el vehículo. El camión pasó por encima de las víctimas. Luego de esto, los pobladores de Tapuna acudieron a la ayuda de las víctimas, pero los senderistas lo impidieron disparando al aire. Veinte minutos después, apareció otro camión. El chofer del camión fue obligado por los senderistas a pasar por encima de las personas que se encontraban sobre la carretera que se encontraban agonizantes. Luego de esto, los senderistas dejaron un cartel que decía: "Así mueren las mesnadas" y huyeron del lugar. Por su parte, Pareja se encontró con una patrulla a quienes contó lo sucedido. La patrulla se dirigió a lugar encontrándose con los senderistas, desatándose un enfrentamiento. En medio del enfrentamiento, 30 de los senderistas regresaron hacia Tapuna mientras otros 10 se quedaron en la retaguardia. Los pobladores de Tapuna, al ver a los senderistas, se armaron con piedras, palos y cuchillos y dieron muerte a 13 subversivos.